# Yang So-Hee
Yang So-Hee (8 de abril de 1976) es una deportista surcoreana que compitió en taekwondo. Ganó dos medallas en el Campeonato Mundial de Taekwondo en los años 1995 y 1997, y dos medallas en el Campeonato Asiático de Taekwondo en los años 1994 y 1996.

## Palmarés internacional
| Campeonato Mundial  | Campeonato Mundial    | Campeonato Mundial | Campeonato Mundial |
| Año                 | Lugar                 | Medalla            | Categoría          |
| ------------------- | --------------------- | ------------------ | ------------------ |
| 1995                | Manila (Filipinas)    | Medalla de plata   | –43 kg             |
| 1997                | Hong Kong (China)     | Medalla de oro     | –43 kg             |
| Campeonato Asiático |                       |                    |                    |
| Año                 | Lugar                 | Medalla            | Categoría          |
| 1994                | Manila ()             | Medalla de bronce  | –43 kg             |
| 1996                | Melbourne (Australia) | Medalla de oro     | –43 kg             |